# Avatar Air Glider
Avatar Air Glider ist ein Giant-Sky-Chaser-Fahrgeschäft im Freizeitpark Movie Park Germany im Themenbereich Nickland. Thematisch orientiert sich das Fahrgeschäft an der Zeichentrickserie Avatar – Der Herr der Elemente des Fernsehsenders Nickelodeon, mit einem besonderen Fokus auf den Gleiter des Hauptcharakter Aang, den Luftbändiger und Avatar, welcher den Fahrgästen simuliert werden soll. Es ist die Weltpremiere des Giant Sky Chaser von Zamperla und der Bau wurde im Jahr 2008 fertiggestellt.

## Beschreibung

### Fahrgeschäft und Gelände
Das Fahrgeschäft befindet sich zwischen der Wilden Maus Ghost Chasers und der Stahlachterbahn Backyardigans: Mission to Mars. Die Fahrgäste gleiten im Kreis durch die Luft und fliegen dabei an einem kleinen chinesischen Garten, inklusiv einer Pagode vorbei. Das Fahrgeschäft fokussiert sich auf Familien und Kinder und ist daher nicht zu schnell und bietet genug Zeit die Aussicht zu genießen. Die Fahrt findet ca. 6 Meter über den Boden statt. Die Mindestgröße für den Eintritt beträgt 120 cm mit Begleitung und ohne Begleitung 140 cm und das Mindestalter liegt bei sechs Jahren, für Schwangere und Rollstuhlfahrer ist das Fahrgeschäft aus Sicherheitsgründen verboten.

### Gondeln und Sitze
Insgesamt gibt es in acht Gondeln, die jeweils für vier Personen ausgelegt sind. Damit ein Gefühl zu fliegen erzeugt wird, ist die Fahrposition so ausgelegt, dass man alles aus der Waagerechten erlebt. Die Fahrgäste liegen daher in einer relativ harten Sitzschale auf dem Bauch und können sich vorn festhalten.